# Ochthebius romanicus
Ochthebius romanicus är en skalbaggsart som beskrevs av Ienistea 1968. Ochthebius romanicus ingår i släktet Ochthebius och familjen vattenbrynsbaggar. Inga underarter finns listade i Catalogue of Life.